# Frederic Baraga
Frederic Baraga (ur. 29 czerwca 1797 w Malavas, zm. 19 stycznia 1868 w Marquette) – słoweńsko-amerykański biskup Sault Sainte Marie-Marquette w latach 1853–1868. Czcigodny Sługa Boży Kościoła katolickiego.

## Życiorys
Frederic Baraga urodził się 29 czerwca 1797 roku. Dorastał w czasie wojen napoleońskich. Uczęszczał do szkoły prawniczej na uniwersytecie w Wiedniu. W dniu 21 września 1823 roku otrzymał święcenia kapłańskie, a w 1853 roku został mianowany na biskupa Sault Sainte Marie (obecnie diecezja Marquette), przez papieża Piusa IX. Dwukrotnie podróżował do Europy, aby zebrać pieniądze dla swojej diecezji. Zmarł 19 stycznia 1868 roku w opinii świętości. Obecnie trwa jego proces beatyfikacyjny.

## Upamiętnienie
29 czerwca 1984 poczta Stanów Zjednoczonych wprowadziła do obiegu kartę pocztową ze znaczkiem o wartości 13 centów przedstawiającym Baragę pływającego łodzią canoe wraz z indiańskim przewodnikiem po jeziorze Michigan. Projektantem waloru był David Blossom, a wydanie nastąpiło z okazji 187 rocznicy urodzin księdza.